# مانويل جانزر
مانويل جانزر (بالألمانية: Manuel Schwenk)‏ (7 مارس 1992 في ألمانيا - ) هو لاعب كرة قدم ألماني في مركز الوسط. شارك مع منتخب ألمانيا تحت 16 سنة لكرة القدم ومنتخب ألمانيا تحت 17 سنة لكرة القدم ومنتخب ألمانيا لكرة القدم تحت 18 سنة. أما مع النوادي، فقد لعب مع نادي شتوتغارت ونادي هايدنهايم وهولشتاين كيل وفي إف بي شتوتغارت الثاني.

## وصلات خارجية
- مانويل جانزر على موقع قاعدة بيانات كرة القدم.إي يو (الإنجليزية)
- مانويل جانزر على موقع بيانات كرة القدم. دي إي (الألمانية)
- مانويل جانزر على موقع عالم كرة القدم.نت (الإنجليزية)